# Pournoy-la-Grasse
Pournoy-la-Grasse är en kommun i departementet Moselle i regionen Grand Est (tidigare regionen Lorraine) i nordöstra Frankrike. Kommunen ligger i kantonen Verny som tillhör arrondissementet Metz-Campagne. År 2022 hade Pournoy-la-Grasse 741 invånare.

## Befolkningsutveckling
Antalet invånare i kommunen Pournoy-la-Grasse
| Referens: INSEE |